# Эльзас (область гражданского управления)
Область гражданского управления Эльзас (нем. CdZ-Gebiet Elsaß) — административно-территориальная единица Третьего рейха, созданная 2 августа 1940 года на территории французского Эльзаса после оккупации Франции. Столица — город Страсбург.

## История
Область гражданского управления Эльзас была создана на территории французских департаментов Нижний Рейн и Верхний Рейн, составляющий исторический регион Эльзас

## Административное устройство
Территория области делилась на города областного подчинения (stadtkreis) и районы (landkreis).
- Города областного подчинения
  - Страсбург
  - Кольмар
  - Мюльхаузен
- Районы
  - Страсбург
  - Кольмар
  - Мюльхайзен
  - Альткирх
  - Гебвайлер
  - Хагенау
  - Рапполтсвайлер
  - Шлеттштадт
  - Танн
  - Вайсенбург
  - Цаберн
  - Мольсхайм